# Yao Xueyin
Yao Xueyin (Dengzhou, 1910 - Pekín, 1999) fue un escritor e intelectual chino. Premio Mao Dun de Literatura en 1982 por su novela "Li Zicheng 李自成".

## Biografía
Yao Xueyin (chino: 姚雪垠; pinyin: Yáo Xuěyín) nació en Dengzhou, provincia de Henan, el 10 de octubre de 1910. En 1929 fue arrestado por su participación en los movimientos estudiantiles de la Universidad de Henan y no pudo entrar en la universidad. Vivió en Chongqing y una vez graduado, fue profesor en la Universidad de Sichuan. Como escritor participó en la segunda guerra sino-japonesa (1937-1945) y en 1942 fue elegido miembro de la Asociación de Artistas y Escritores por la resistencia a la agresión japonesa. En 1945, fue profesor de la Universidad de Sichuan y, más tarde, en la Universidad de Shanghái fue rector en funciones durante algún tiempo. En 1953 fue enviado a Wuhan y en 1957 a Hubei, pero fue etiquetado como derechista por el gobierno y lo enviaron a trabajar a una granja. En 1961 fue rehabilitado por Mao Zedong y volvió a Wuhan. 
Durante la Revolución Cultural, los Guardias Rojos prohibieron su novela Li Zicheng, hasta que el mismo Mao la valoró como "una gran épica en la novela histórica contemporánea" y de alguna forma volvieron a rehabilitar a Yao.
Yao murió el 29 de abril de 1999 en el Hospital de Fuxing, Pekín. (北京 复兴 医院).

### Obra literaria
En 1930 comenzó su carrera como escritor, colaborando en diarios y revistas literarias con el pseudónimo de Xue Heng.
Una parte importante de sus obras incorporan la descripción de las luchas de los labradores durante la época de guerra nacional.
En 1947 publicó “Changye” (La larga noche).
Su obra más conocida es Li Zicheng (La leyenda de Li Zicheng), que tardó más de 30 años en acabar. El primer volumen lo publicó en 1963 y los dos últimos en 1999, de manera póstuma. La obra describe la historia real de la revuelta de los agricultores contra la dinastía Ming (1368-1644).

### Premio Yao Xueyin
El Ministerio de Cultura chino, en 2013, dio el nombre de Yao Xueyin a un premio de novela histórica. El premio se creó con el objetivo de fomentar y promover la creación de novelas históricas en la China; se dotó con 500.000 yuanes, que fueron financiados por los herederos del escritor.